# Rhopalomyia tetradymia
Rhopalomyia tetradymia är en tvåvingeart som först beskrevs av Ephraim Porter Felt 1925.  Rhopalomyia tetradymia ingår i släktet Rhopalomyia och familjen gallmyggor.
Artens utbredningsområde är Kalifornien. Inga underarter finns listade i Catalogue of Life.